# Placette Pierre-Anzilutti
Placette Pierre-Anzilutti est une voie de la commune de Nancy, dans le département de Meurthe-et-Moselle, en région Lorraine.

## Situation et accès
La placette Pierre-Anzilutti est située au sein du nouveau quartier Beauregard - Boufflers - Buthegnémont - Boudonville. Elle se trouve à l'extrémité de l'impasse de la Rue de la Croix-Gagnée pour permettre aux véhicules de faire demi-tour. Un sentier escarpé, le chemin des Sifflets, permet de rejoindre à pied la rue de la Colline.

## Origine du nom
La place porte ce nom en souvenir d'un habitant du quartier mort pour la France, âgé de 22 ans, durant la guerre d'Algérie.
Brigadier au 8e régiment d'artillerie, Pierre Anzilutti meurt au combat le 12 août 1955 à Tizi-Ouzou. Sa sépulture se trouve au cimetière de Préville à Nancy

## Historique
L'inauguration de la placette Pierre-Anzilutti a lieu le samedi 12 mai 2012 à Nancy. 
Auparavant, elle ne porte aucun nom jusqu'à cette première dénomination en 2012.

## Bâtiments remarquables et lieux de mémoire

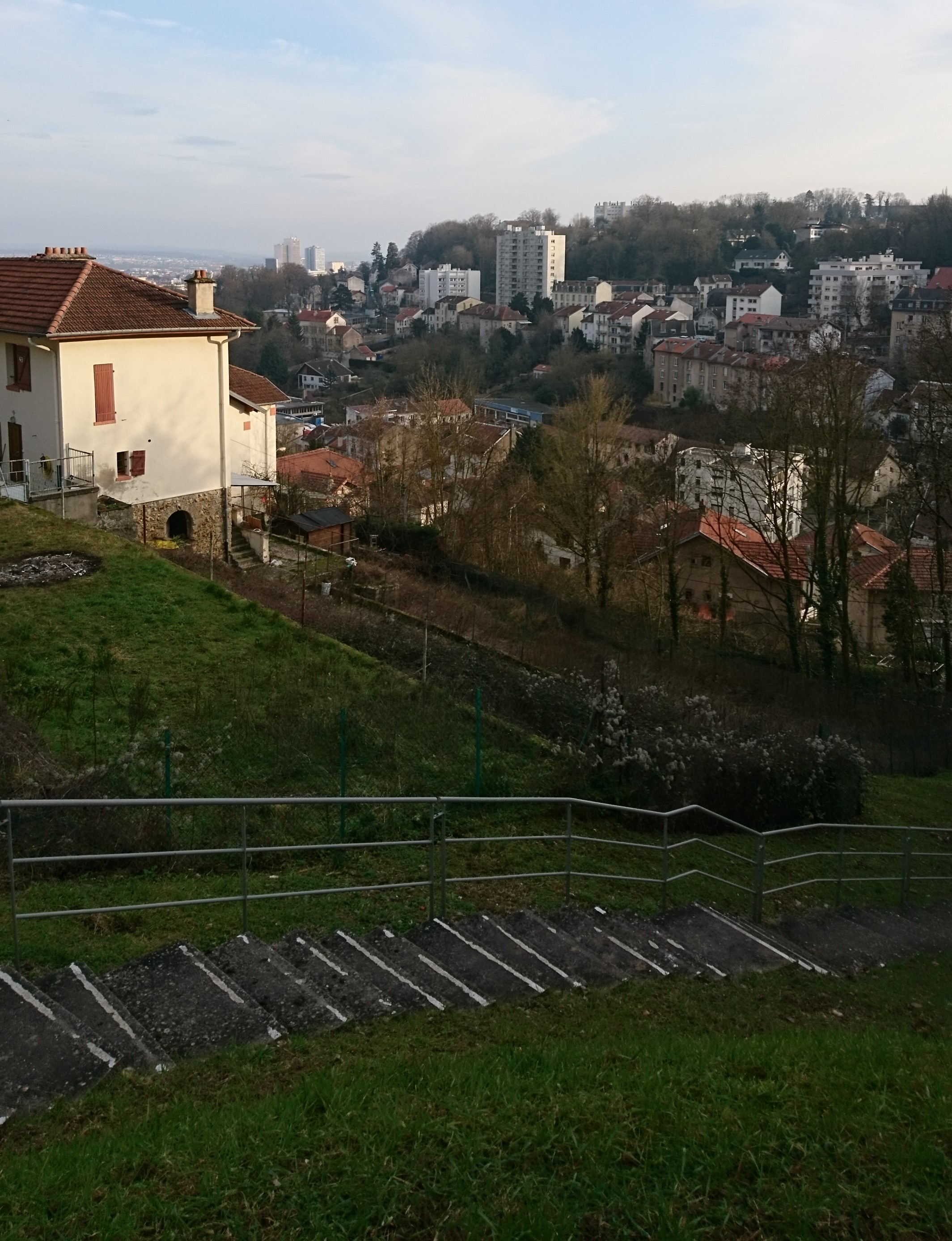
Vue sur Nancy depuis la place
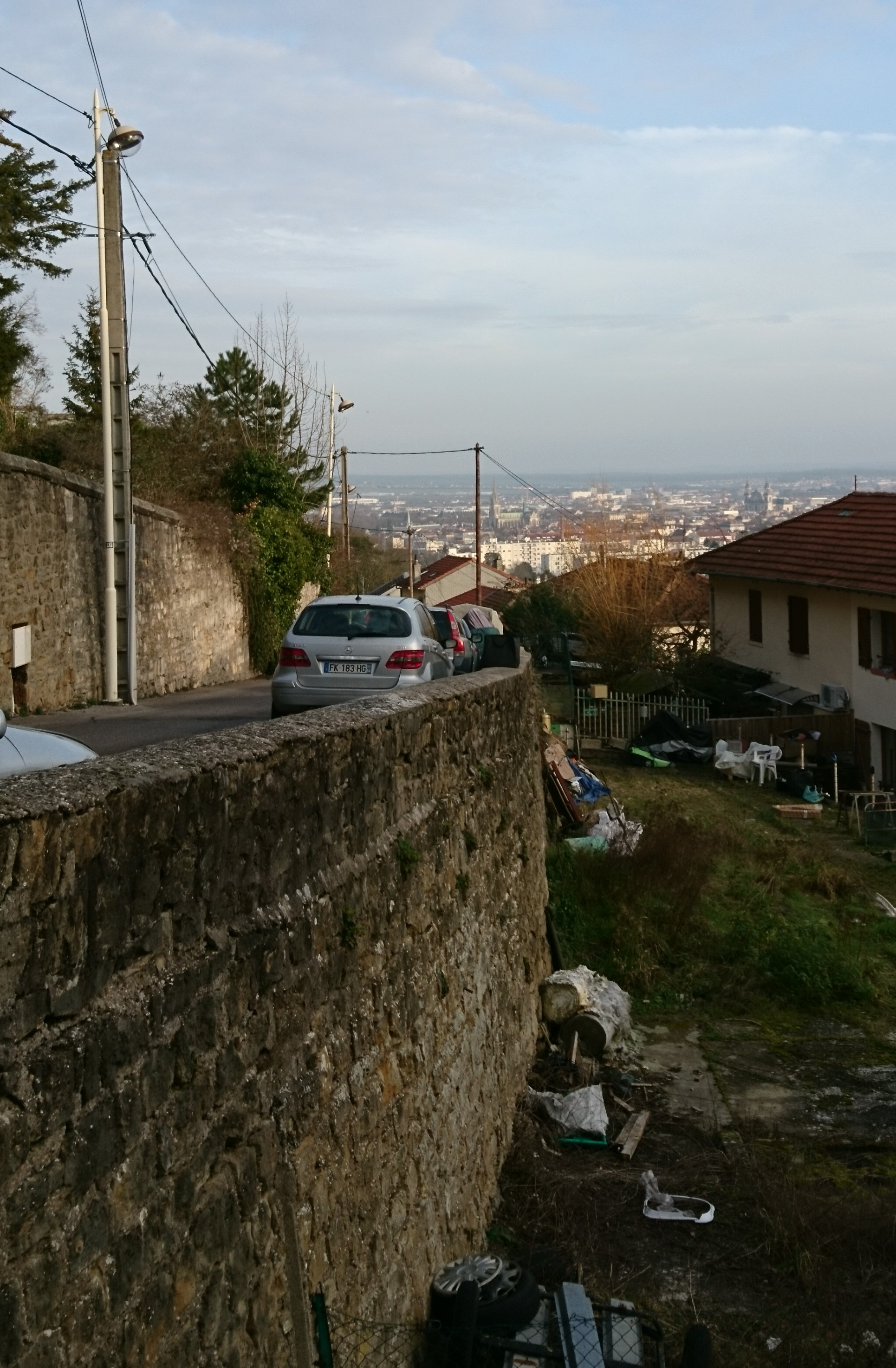
Vers la Croix Gagnée
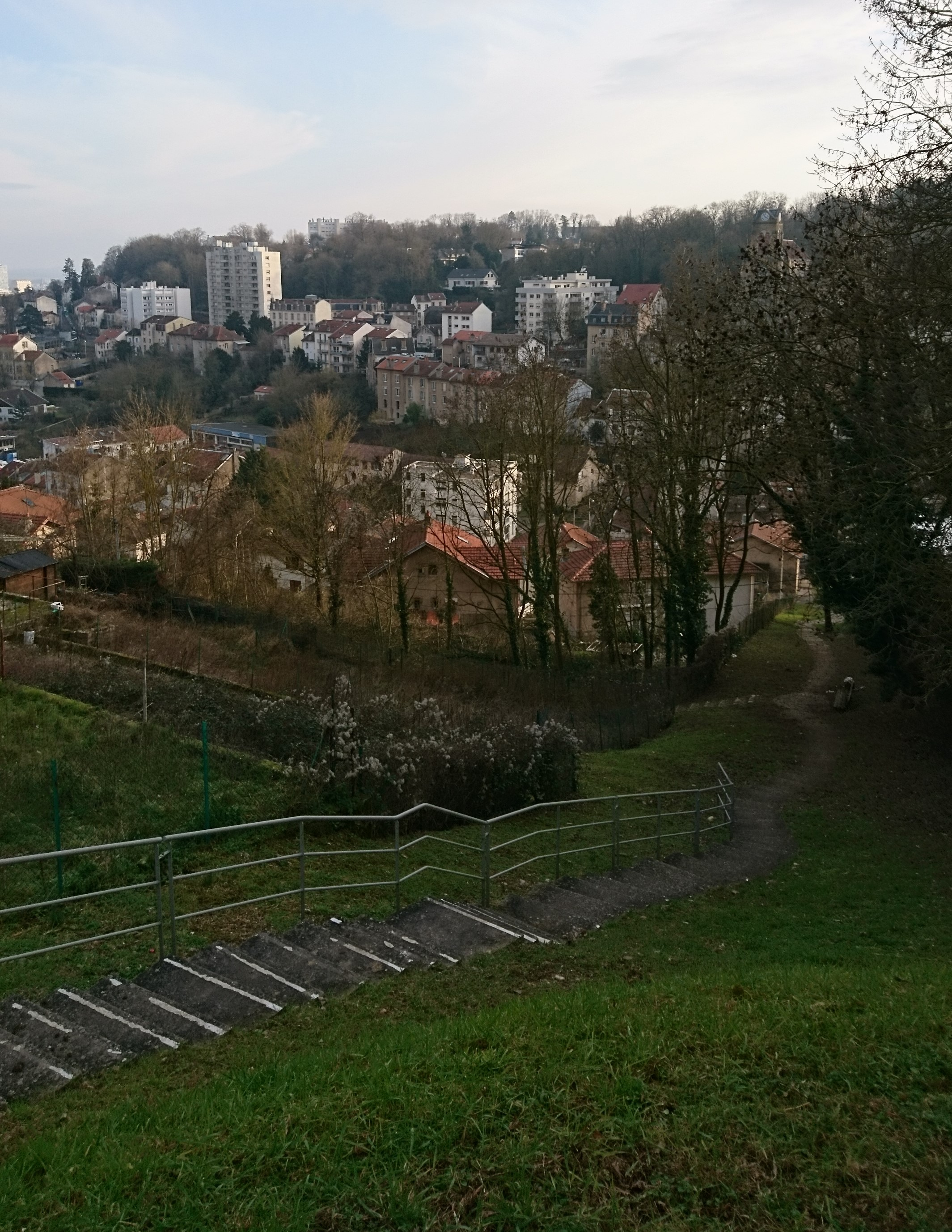
Descente par le chemin des Sifflets